# Chorthippus saxatilis
Chorthippus saxatilis är en insektsart som beskrevs av Bei-bienko 1948. Chorthippus saxatilis ingår i släktet Chorthippus och familjen gräshoppor. Inga underarter finns listade i Catalogue of Life.